# La proprietà
La proprietà (titolo originale: Der hoyf) è un romanzo di Isaac Bashevis Singer scritto in lingua yiddish per "The Yiddish Daily Forward" (uscito a puntate tra il 1952 e il 1955, insieme con La fortezza, di cui è una sorta di continuazione), e pubblicato in inglese nella traduzione di Joseph Singer, Elaine Gottlieb ed Elizabeth Shub, per la prima volta in volume da Farrar Straus & Giroux nel 1969 con il titolo The Estate. In qualche modo collegato anche a La famiglia Moskat, il romanzo esplora e racconta il mondo perduto dell'ebraismo polacco prima del nazismo.

## Trama
Il romanzo continua la saga di Calman Jacoby, già protagonista de La fortezza, portando avanti la storia della comunità ebreo-polacca del villaggio di Jampol fin quasi alla fine del XIX secolo. Protagonista è Ezriel Babad, genero del primo, e figlio del rabbino. Altre figure importanti del romanzo sono Clara, seconda moglie (già a sua volta divorziata) di Calman; Olga, amante convertita di Ezriel; Sasha, figlio di Calman e Clara; e Zipkin, amante di Clara che espatrierà con lei a New York: tutti i personaggi ruotano attorno ai dubbi tra solitudine e appartenenza al gruppo, tra ironia e credenza, tra possibile laicità e irrinunciabile ebraicità.

## Edizioni italiane
- trad. di Bruno Fonzi, Longanesi (collana "La gaja scienza" n. 339 e n. 113), Milano, 1973, 1984
- stessa trad. in ed. economica, TEA (coll. "TEAdue" n. 216), Milano, 1993, 2000 ISBN 8878193089 ISBN 8878187585